# 내 이름은 마더
《내 이름은 마더》(영어: The Mother)는 2023년 공개된 미국의 액션 드라마 영화로, 니키 카로가 감독을 맡았다.

## 줄거리
"어머니"로 알려진 이름 없는 미군 요원이 전직 SAS 대위 아드리안 로벨과 무기 상인 헥터 알바레즈 사이의 무기 밀수 거래를 중개한다. 두 사람과 연애 관계를 맺게 된 그녀는 결국 임신을 하게 된다. 자신들이 아동 인신매매에 연루되어 있다는 사실을 알게 된 어머니는 정보원이 되기 위해 FBI에 접근한다.
어머니가 FBI 특수 요원 윌리엄 크루즈의 은신처에서 심문을 받는 동안 로벨은 재산을 공격한다. 크루즈는 총에 맞아 부상을 입었고 다른 FBI 요원은 사망했다. 어머니는 크루즈의 생명을 구하고 시간 지연 폭탄을 만든다. 로벨은 화장실에서 그녀와 마주하고 자궁에서 그녀를 찌르고 폭발로 쓰러지고 화상을 입는다. 시련을 겪은 후 어머니는 병원에서 조산아를 낳는다.
SAIC 엘레노어 윌리엄스는 로벨의 시신이 사라졌으며 갓 태어난 딸이 보호를 위해 위탁 가정에 배치될 것이라고 어머니에게 알린다. 아이가 자신과 함께 있으면 결코 안전하지 않을 것이라는 점을 이해한 그녀는 불만스럽게도 부모의 권리를 포기한다. 어머니는 크루즈를 방문하여 세 가지 조건을 제시한다. 아이가 가능한 한 평범한 삶을 살게 할 것, 생일마다 사진을 받을 것, 위험에 처하면 전화할 것이다. 어머니는 전직 동료인 존스의 도움을 받아 알래스카의 외딴 오두막으로 이사한다.
12년 후 크루즈는 오하이오에서 만나기 위해 그녀에게 연락한다. 그는 ATF가 멕시코에서 알바레즈의 남자 중 일부를 체포했을 때 딸 조이의 사진을 발견하여 그들이 더 마더에 있다는 것을 암시한다고 그녀에게 알린다. 크루즈와 어머니가 공원에서 놀고 있는 조이를 따라다니는 동안 알바레즈의 부하들은 조이를 납치한다. 어머니는 크루즈와 함께 경찰을 탈출하기 전에 그들 중 여러 명을 총으로 사살했다. 그는 조이의 납치가 몸값을 위한 것이라고 생각하지만 그녀는 그것이 그녀를 숨어 있는 곳에서 끌어내기 위해 행해졌다는 것을 알고 있다.
그들은 조이의 행방에 대한 단서를 찾기 위해 쿠바의 하바나로 향한다. 그들은 심문을 받고 그녀가 "더 플랜테이션"(The Plantation)에 있는 알바레즈의 집에 갇혀 있음을 밝히는 알바레즈의 중위 타란툴라를 붙잡는다. 그들은 경비가 삼엄한 그의 집에 침투하여 조이를 구출한다. 그런 다음 어머니는 알바레즈를 죽인다.
조이를 집으로 데려가는 동안 조이는 그녀를 바라보는 어머니의 시선을 통해 자신이 친어머니임을 깨닫게 된다. 어머니는 헤어지고 크루즈가 그녀를 양부모에게 돌려보내기로 결정한다. 로벨은 그들을 가로막지만 어머니는 조이와 함께 도착하여 탈출한다. 분노한 로벨은 크루즈를 죽인다.
조이가 집에 돌아오면 안전하지 않다는 것을 깨달은 어머니는 조이를 오두막으로 데려간다. 시간이 지남에 따라 그녀는 생존 기술, 자기 방어 및 소형 무기 훈련을 꺼리는 소녀에게 가르친다. 그들은 결속을 맺기 시작하지만 어머니는 로벨을 알고 용병 그룹이 그들을 위해 올 때 존스와 함께 조이를 떠나기로 결정한다. 자신의 어머니가 다시 버림받았다는 사실을 알고 화가 난 조이는 말이 아닌 행동을 통해 어머니를 보도록 격려하는 존스와 마주하게 된다. 조이는 어머니로부터 자신이 한 모든 일이 자신을 위한 것임을 설명하는 편지를 발견한 후 오두막으로 돌아가 어머니가 공격자로부터 자신을 방어할 수 있도록 돕기로 결정한다.
로벨과 그의 부하들은 두 사람과 마지막 대결을 벌이다. 어머니는 마침내 그를 만나기 전에 로벨의 부하들을 모두 죽였다. 로벨과의 백병전에서 그녀가 쓰러진 후 그는 조이를 붙잡고 속도를 높이지만 어머니는 그를 저격하고 죽인다. 이전 범죄 파트너가 사망하자 어머니는 조이를 입양 가족에게 돌려보낸다. 더 이상 숨어 있을 필요가 없어진 그녀는 계속해서 멀리서 조이를 관찰한다.

## 출연진
- 제니퍼 로페즈 - 마더
- 조지프 파인스 - 에이드리언 러블
- 오마리 하드윅 - 윌리엄 크루즈
- 가엘 가르시아 베르날 - 엑토르 알바레스
- 폴 레이시 - 존스
- 루시 파에스 - 조이
- 제시 가르시아
- 이본 세나트 존스